# Thiratoscirtus versicolor
Thiratoscirtus versicolor es una especie de araña saltarina del género Thiratoscirtus, familia Salticidae. Fue descrita científicamente por Simon en 1902.
Habita en Sierra Leona.